# Gröst
Gröst ist ein Ortsteil der Stadt Mücheln (Geiseltal) im Saalekreis in Sachsen-Anhalt.

## Geografie
Gröst liegt zwischen Naumburg (Saale) und Halle (Saale) in der Nähe der Kreisgrenze zum Burgenlandkreis. Es befindet sich in der Saale-Unstrut-Region. 1948 wurde das ca. 1 km östlich gelegene Almsdorf eingemeindet. Am 1. Januar 2006 erfolgte die Eingemeindung von Gröst und Almsdorf nach Mücheln.

## Geschichte
In einem zwischen 881 und 899 entstandenen Verzeichnis des Zehnten des Klosters Hersfeld wird Gröst als zehntpflichtiger Ort Crodesti im Friesenfeld erstmals urkundlich erwähnt. Der Ort gehörte bis 1815 zum wettinischen, später kursächsischen Amt Freyburg. Durch die Beschlüsse des Wiener Kongresses kam er zu Preußen und wurde 1816 dem Kreis Querfurt im Regierungsbezirk Merseburg der Provinz Sachsen zugeteilt, zu dem er bis 1944 gehörte.
1927 hatte Gröst 806 Einwohner.

### Regelmäßige Veranstaltungen
Der Almsdorfer Jahrmarkt findet immer am vorletzten Augustwochenende statt. Des Weiteren zählen jedes Jahr ein Sportfest und ein dreitägiges Pfingstfest mit einem regelmäßigen, feierlichen Umzug im Dorf zu den Veranstaltungen. Zudem gibt es jedes Jahr ein ebenso klassisches Osterfeuer.

## Sehenswürdigkeiten

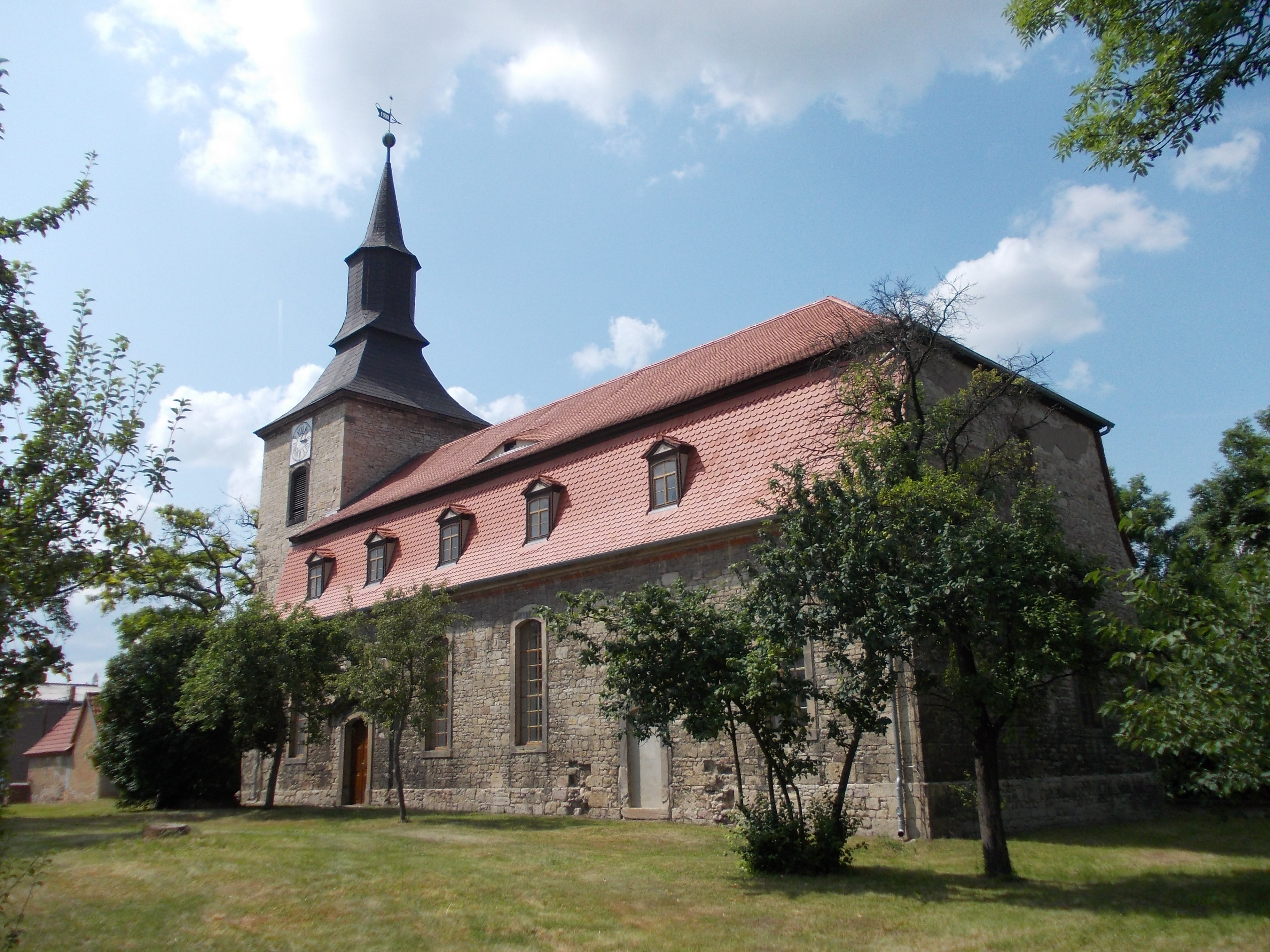
Kirche St. Kilian

- St.-Kilian-Kirche mit 1806 erbauter Orgel des Orgelbauers Trampeli[6]

## Wirtschaft und Infrastruktur

### Verkehr
- Südöstlich der Gemeinde verläuft in unmittelbarer Nähe die Bundesstraße 176 von Sömmerda nach Weißenfels.

#### Nahverkehr
Im öffentlichen Nahverkehr ist Gröst über die Haltestellen Gröst, Kindergarten und Straße der MTS mit folgender Linie erreichbar:
- Bus 722 (PNVG Merseburg-Querfurt): Merseburg – Gröst – Mücheln